# Catto
Catto Alves (Lajeado, 26 de septiembre de 1987), conocida como Catto, es una cantante y compositora brasileña. Es una persona de género no binario y sus pronombres son ella y elle. Ha trabajado con géneros como MPB, samba, tango, jazz, rock y bolero.
Ha compartido escenario con artistas como Maria Bethânia, Ney Matogrosso, Chico Buarque, Gilberto Gil, Beth Carvalho, Odair José, Marcelo Jeneci, Vanessa da Matta, Toquinho, Daniela Mercury, Zélia Duncan, Maria Gadú, Ana Carolina, Arnaldo Antunes, Nando Reis y Croquetas Dzi.
A menudo canta canciones compuestas por otras personas, pero también ha escrito canciones propias, tanto en solitario como con artistas como Zélia Duncan, Tiê, Paulinho Moska y Pedro Luís.

## Primeros años y trabajos
Nació en Lajeado y se crio en la capital del estado, Porto Alegre, donde Catto cantaba en fiestas con su padre. De adolescente, cantó en algunas bandas de rock. En 2006, comenzó una carrera en solitario actuando en bares y publicó algunos trabajos en Internet. En 2008, junto a su director João Pedro Madureira, empezó el espectáculo "Ouro e Pétala", usando su voz, guitarra acústica y palmas. En 2009, Catto lanzó el EP Saga como descarga gratuita.

## Carrera

### 2011-2017:FolegoyTomada
En 2011, el tema "Saga" fue incluido en la banda sonora de la telenovela Cordel Encantado. Catto firmó con Universal Music y grabó su primer disco: Fôlego. En noviembre de 2011 inició la Gira Fôlego en el Theatro São Pedro (Porto Alegre).
Catto escribió una versión portuguesa de "No Me Compares" ("Não Me Compares"), escrita originalmente en español por Alejandro Sanz. El mismo Sanz grabó la versión de Catto junto a Ivete Sangalo como parte de la banda sonora de la telenovela Salve Jorge.
En 2013, lanzó su primer álbum y DVD en vivo, Entre Cabelos, Olhos e Furacões. Lo estrenó en el espectáculo que tuvo lugar en el Teatro Sesc Vila Mariana, en São Paulo, el 3 de agosto de 2013.
El 8 de septiembre de 2015, lanzó su segundo álbum, Tomada, con Agência de Música y Radar Records. Lo estrenó en el espectáculo que tuvo lugar el 14 de noviembre de 2015, en el Auditório Ibirapuera, en São Paulo.
En 2015, además, le invitaron a interpretar "Trono de Estudar", una canción escrita por Dani Black en apoyo a los estudiantes de secundaria que se opusieron al plan del gobierno del estado de São Paulo de reestructurar la educación pública. La canción contó con otros 17 artistas: Chico Buarque, Arnaldo Antunes (ex- Titãs), Tiê, Dado Villa-Lobos (Legião Urbana), Paulo Miklos (Titãs), Tiago Iorc, Lucas Silveira (Fresno), Zélia Duncan, Pedro Luís (Pedro Luís &amp; A Parede), Fernando Anitelli (O Teatro Mágico), André Whoong, Lucas Santtana, Miranda Kassin, Tetê Espíndola, Helio Flanders (Vanguart), Felipe Roseno y Xuxa Levy.
En 2016, apareció en el segundo episodio de Versões, programa de Canal Bis, en el que cantó éxitos de Cássia Eller, como "Gatas Extraordinárias", "Malandragem", "Relicário", "O Segundo Sol", entre otros. Este espectáculo se convirtió en una gira que le llevó a distintas ciudades, entre ellas São Paulo,, donde actuó en la Virada Cultural de 2017, en la que habló de la necesidad de elecciones inmediatas tras el juicio político a Dilma Rousseff.
En 2017, actuó en una gira con Simone Mazzer por el Prêmio da Música Brasileira, con espectáculos haciendo tributo a Gonzaguinha.
En 2017 inició la gira "Over", con los músicos de apoyo guitarristas acústicos Pedro Sá y Luís Felipe de Lima. Catto interpretó canciones de sus discos anteriores y también canciones de Portishead, Marília Mendonça y Vinicius de Moraes.
En 2017, además, actuó en un varios espectáculos con artistas como Maria Bethânia, Vanessa da Matta, Johnny Hooker, Xênia França y Mestrinho. Rindió homenaje a Vinicius de Moraes en el Espaço das Américas además de a Toquinho y Daniela Mercury, y en el centenario de Dalva de Oliveira en el Teatro J Safra de São Paulo. También rindió homenaje a cantantes como Angela Maria, Alaíde Costa, As Bahia ea Cozinha Mineira, Ayrton Montarroyos, Célia, Cida Moreira, Claudette Soares, Edy Star, Fafá de Belém, Marina de La Riva, Maria Alcina, Márcio Gomes, Tetê Espíndola, Veronica Ferriani y Virgínia Rosa. También le rindió homenaje en solitario a Cauby Peixoto en el Bar Brahma. En una ocasión, Peixoto afirmó que Catto era una de sus nuevas cantantes favoritas.

### 2017-presente:CATTOy otros proyectos
El 24 de noviembre de 2017, lanzó su tercer álbum de estudio, llamado CATTO.
El crítico Hagamenon Brito, del Correio da Bahia, afirmó que CATTO es su mejor disco hasta la fecha y que es la mejor cantante de su generación. “Fue el descubrimiento de mi silencio, de lo que era esencial tras el fin de un matrimonio de siete años, de mudarme, de cumplir 30 años. Profesionalmente no necesitaba un disco nuevo, pero todo fluyó cinematográficamente hasta este punto”, dijo en una entrevista a la crítica.
Su gira "O Nascimento de Vênus Tour" dio comienzo en Portugal y en el Sesc Vila Mariana de São Paulo a principios de 2018.
En marzo, llevó la gira a los Estados Unidos con tres espectáculos en el festival SxSW en Austin, Texas. En la página web del festival, Catto fue descrita como "una de las voces brasileñas más grandes del siglo XXI, como una diva, una mezcla de Freddie Mercury y Maria Bethânia, entre el bolero y el glam rock moderno".
El 28 de mayo, apareció en el vídeo "Manifestação", junto a otros 30 artistas a modo de celebración por el 70 aniversario de la Declaración Universal de los Derechos Humanos.
El 27 de julio, llevó la gira "O Nascimento de Vênus Tour" al Festival de Invierno de Garanhuns (FIG 2018), y actuó en el escenario principal junto a Gaby Amarantos y Johnny Hooker. Al día siguiente, actuó en el Festival Lula Livre, en los Arcos da Lapa de Río de Janeiro, junto a artistas como Chico Buarque, Gilberto Gil, Beth Carvalho, Odair José, Marcelo Jeneci, Aíla, Gang 90 y otros artistas de la opinión de que el expresidente Lula da Silva debería ser liberado de prisión tras sus acusaciones por corrupción.
Desde que empezó la pandemia del COVID-19 presenta el programa de karaoke Love Catto Live.

## Discografía
- 2009 - Saga (EP)
- 2011 - Fôlego
- 2013 - Entre Cabelos, Olhos e Furacões (en vivo)
- 2015 - Tomada
- 2017 - CATTO

### Sencillos
- "Adoração" (2011)
- "Flor da Idade" (2013)
- "Eu Te Amo (And I Love Her)" (2013)
- "Dias e Noites" (2015)
- "Paloma Negra" (2016)
- "Eu Não Quero Mais" (2017)
- "Canção de Engate" (2017)

### Apariciones en bandas sonoras
- "Saga" en Cuento Encantado (2011)
- "Quem É Você" en Sangre buena (2013)
- "Adoração" en Saramandaia (2013)
- "Flor da Idade" en Joia Rara (2013)
- "Redoma" en la película Linda, uma História Horrível (2014)
- "Teu Quarto" en la serie web Rosa (2018)[29]

## Videografía

### Vídeos
- "Dias e Noites" - dirigido por Fernanda Rotta e Rodrigo Pesavento (2015)
- "Do Fundo do Coração" - junto a Dzi Croquettes - dirigido por Marcos Mello Cavallaria e Ciro Barcellos (2017)
- "Lua Deserta" - dirigido por Marcos Mello Cavallaria (2017)[30]
- "Canção de Engate" - dirigido por Joana Linda (2018)[31]
- "É Sempre o Mesmo Lugar" - dirigido por Daguito Rodrigues (2019)
- "Eu Não Quero Mais" - dirigido por Ismael Caneppele (2019)
- "Um Nota Um" - dirigido por Couple of Things (2019)
- "Faz Parar" - dirigido por Romy Pocztaruk e Livia Pasqual (2019)

### DVDs
- "Entre Cabelos, Olhos e Furacões (live)" - dirigido por Willand Pinsdorf (2013)

### Video-álbum
- CATTO + MÉLIÈS - dirigido por Daguito Rodrigues y ella misma (2018)

## Giras
- "Saga" (2009-2011)
- "Fôlego" (2011-2013)
- "Entre Cabelos, Olhos e Furacões" (2013-2015)
- "Coração Intransitivo", con Célia y Márcia Castro (2015)[32]
- "Tomada" (2015-2017)
- "Catto Canta Cássia" (2015-2017)
- "Filipe Catto & Simone Mazzer" (2016)
- "Over" (2017)
- "O Nascimento de Vênus Tour" (2018-2020)[33]
- "Vênus Unplugged - Voz&Violão" (2019-2020)
- "Persona: Filipe Catto & Johnny Hooker" (2019-2020)[34]

## Premios y nominaciones

### Prêmio da Música Brasileira
| Año  | Categoría           | Nominación   | Resultado |
| ---- | ------------------- | ------------ | --------- |
| 2012 | Mejor Cantante MPB  | Filipe Catto | Nominada  |
| 2012 | Mejor Artista Nueva | Filipe Catto | Nominada  |

### Prêmio Contigo! MPB FM
| Año  | Categoría              | Nominación   | Resultado |
| ---- | ---------------------- | ------------ | --------- |
| 2012 | Artista "Faro" del Año | Filipe Catto | Ganadora  |
| 2012 | Mejor cantante         | Filipe Catto | Nominada  |

### TroféuAPCA
| Año  | Categoría       | Nominación   | Resultado |
| ---- | --------------- | ------------ | --------- |
| 2015 | Artista del Año | Filipe Catto | Nominada  |

### Premio Açorianos
| Año  | Categoría               | Nominación                              | Resultado |
| ---- | ----------------------- | --------------------------------------- | --------- |
| 2009 | Mejor Artista Nueva     | Filipe Catto                            | Ganadora  |
| 2011 | Mejor Intérprete de MPB | Filipe Catto                            | Ganadora  |
| 2011 | Mejor Disco MPB         | Folego                                  | Ganadora  |
| 2011 | Mejor Compositora MPB   | Filipe Catto                            | Nominada  |
| 2011 | Mejor Proyecto Gráfico  | Filipe Catto y Geysa Adnet (por Fôlego) | Nominada  |

### Festival Internacional de Cine de Gramado
| Año  | Categoría               | Nominación   | Resultado |
| ---- | ----------------------- | ------------ | --------- |
| 2014 | Mejor Canción: "Redoma" | Filipe Catto | Ganadora  |

### Otros
- 2011 - Mejor canción ("Adoração") - 10° puesto - Mejores canciones de 2011 - Rolling Stone Brasil[40]
- 2011 - Lo mejor del año - UOL Música[41]
- 2012 - Mejores Cantantes Brasileños de los Últimos 10 Años – Blog Mais Cultura Brasileira
- 2014 - Mejor Canción ("Redoma") - Mostra Gaúcha del 42º Festival de Cine de Gramado, por la película Linda, uma História Horrível
- 2015 - Mejor Cantante - <i>Revista Quem</i>[42]
- 2015 - Mejores Discos de 2015 (Tomada) - Música Inspira[43]
- 2015 - Mejores Discos de 2015 (Tomada) - Move That Jukebox[44]
- 2016 - Mejor Cantante - Revista Feminino e Além
- 2016 - Mejor Espectáculo (Turnê "Tomada") - 2° puesto - Festival Vento[45]
- 2017 - Top5 Virales de Spotify en Brasil (Sencillo "Eu Não Quero Mais")
- 2017 - Mejor Cantante Alternativa - Premio Radiola 2017[46]
- 2017 - Mejor Disco del Año (CATTO) - Popland/Correio da Bahia[47]
- 2017 - Mejor Disco del Año (CATTO) - Central da MPB[48]
- 2017 - Mejores Discos del Año (CATTO) - Napster[49]
- 2017 - Mejores Discos del año (CATTO) - Capuccino Pop[50]
- 2017 - Mejores Discos del año (CATTO) - 505 Indie[51]
- 2017 - Mejores Discos del Año (CATTO) - Embrulhador[52]
- 2017 - Mejores Discos del Año (CATTO) - Página Dois[53]
- 2017 - Mejores Discos del Año (CATTO) - Audiograma[54]
- 2017 - Mejores Discos del Año (CATTO) - Scream&Yell[55]
- 2017 - Mejores Vídeos del año ("Lua Deserta")[56]
- 2017 - Mejores Portadas del Año (CATTO)[57]
- 2017 - Mejores Sencillos del Año ("Eu Não Quero Mais")
- 2017 - Mejores Canciones del Año ("Faz Parar")[58]
- 2017 - 20 Mejores Sencillos del Año ("Lua Deserta" y "Do Fundo do Coração")[59]
- 2017 - 50 Mejores Canciones del Año ("Eu Não Quero Mais")
- 2017 - 100 Mejores Canciones del Año ("Torrente") - Timbre[60]
- 2017 - 100 Mejores Canciones del Año ("Canção de Engate") - Embrulhador[61]
- 2018 - Mejores Vídeos del Año ("Canção de Engate") - Pipoca Moderna[62]
- 2018 - 50 Mejores Vídeos del Año ("Canção de Engate") - MultimodoBR[63]
- Mejores Vídeos de 2019 ("Eu Não Quero Mais") - Hits Perdidos[64]